# 세자익위사
세자익위사(世子翊衛司) 또는 계방(桂坊)은 1418년 설치되어 조선시대 세자의 호위를 맡던 관청이다. 세자를 가까이에서 모시는 관직이었기 때문에 관리를 뽑을때는 품행이 바르고 덕망이 높은 고위층 관료의 자제를 뽑도록 했다. 또 호위만 담당한 것이 아니고 시대에 따라 세자에게 시행하던 서연(書筵, 경연)에 세자시강원 관원과 함께 참석하기도 했다.

## 관제
| 품계       | 관직                 |
| 정1품      |                      |
| 종1품      |                      |
| 정2품      |                      |
| 종2품      |                      |
| 정3품 당상 |                      |
| 정3품 당하 |                      |
| 종3품      |                      |
| 정4품      |                      |
| 종4품      |                      |
| 정5품      | 좌/우익위(左/右翊衛) |
| 종5품      | 좌/우사어(左/右司禦) |
| 정6품      | 좌/우익찬(左/右翊贊) |
| 종6품      | 좌/우위솔(左/右衛率) |
| 정7품      | 좌/우부솔(左/右副率) |
| 종7품      |                      |
| 정8품      | 좌/우시직(左/右侍直) |
| 종8품      |                      |
| 정9품      | 좌/우세마(左/右洗馬) |
| 종9품      |                      |

그 밖의 관원으로는 서리(書吏)가 2인, 사령(使令)이 7인, 군사(軍士)가 4인이다.